# Białka powierzchniowe

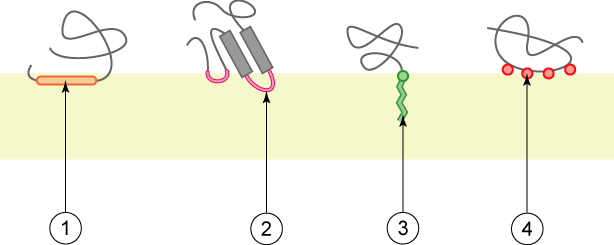
Różnego typu interakcje między białkami powierzchniowymi a błoną

Białka powierzchniowe (peryferyjne, peryferyczne, przybłonowe, zewnętrzne) – białka błonowe łatwe do oddzielenia od błony biologicznej (komórkowej) za pomocą roztworów soli. 
Nie perforują one żadnej z monowarstw błony, a z błoną związane są za pomocą słabych oddziaływań molekularnych, głównie wiązań jonowych, wodorowych i sił van der Waalsa. Oddziałują w ten sposób z samą błoną lub z białkami integralnymi. Białka te mają zwykle duże fragmenty polarne i łączą się z fosfolipidami błony wiązaniami jonowymi. 

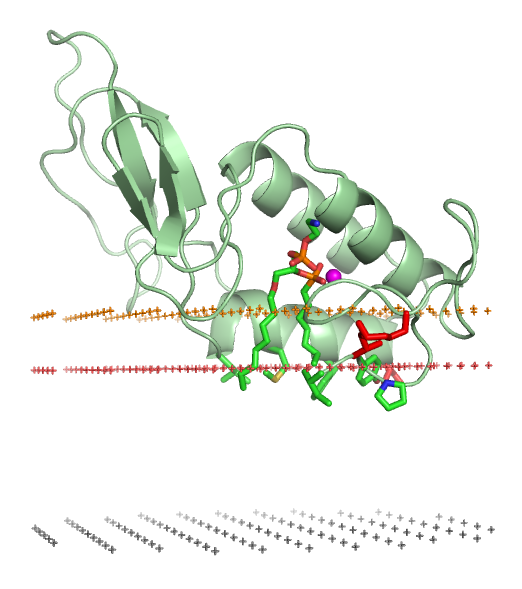
Fosfolipaza A_{2} z jadu pszczoły

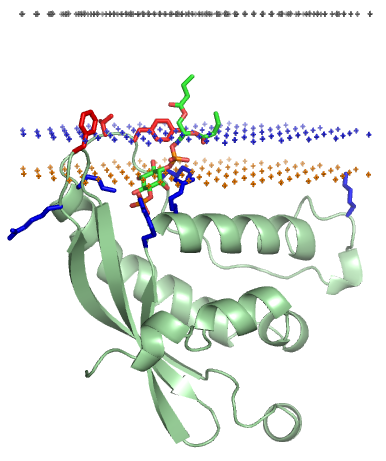
Domena p40phox oksydazy NADPH

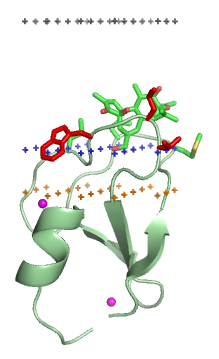
Domena C1B kinazy białkowej C